# Toakakura Falls
Die Toakakura Falls sind ein Wasserfall bislang nicht ermittelter Fallhöhe nordwestlich der Ortschaft Whakapapa Village im Tongariro-Nationalpark in der Region Manawatū-Whanganui auf der Nordinsel Neuseelands. Er liegt in Nachbarschaft zur Mahuia Rapid und zu den Matariki Falls im Lauf des Whakapapanui Stream.
Der New Zealand State Highway 47 von Ketetahi nach National Park quert den Whakapapanui Stream unweit des Wasserfalls.